# Saxochelys gilberti
Saxochelys gilberti — викопний вид схованошиїх черепах родини Baenidae. Описаний у 2019 році. Існував на межі крейдового періоду та палеоцену (66—63 млн років тому). Скам'янілі рештки виду знайдені у відкладеннях формації Гелл-Крік (англ. Hell Creek Formation) в Північній Дакоті. Описаний з решток черепа зі щелепами.